# Hermann-Voss-Realschule
Die Hermann-Voss-Realschule der Stadt Wipperfürth ist eine Realschule in der Stadt Wipperfürth, Oberbergischer Kreis im Bergischen Land.

## Allgemeines
Die einzige Realschule in Wipperfürth in der Straße Am Mühlenberg wurde im Februar 2005 von 864 Schülern besucht.
Seit mehreren Jahren ist die Schule im Schnitt fünfzügig, 2006 war die Jahrgangsstufe 6 aber nur vierzügig und dafür jedoch die Jahrgangsstufe 10 sechszügig. Insgesamt unterrichteten damals 47 Lehrer an der Realschule Wipperfürth.
An der Schule wird bilingualer Unterricht erteilt. Das bedeutet, die Schüler werden in mehreren Fächern in einer zweiten Fremdsprache, hier Englisch, unterrichtet. Die Schule fängt damit ab Klasse 7 im Erdkundeunterricht an und ab Klasse 8 folgt der Geschichtsunterricht.
Die Realschule ist die einzige in Nordrhein-Westfalen, die das Internationale Jugendprogramm anbietet. Im Schuljahr 2004/2005 konnten zum ersten Mal Schüler einer sogenannten Silbergruppe, einem Förderungsstufe beim Internationalen Jugendprogramm, ihren Abschluss machen.

## Geschichte
Im Jahr 1965 wurde in Wipperfürth auf dem Mühlenberg über dem Gaulbachtal ein großes Schulzentrum gebaut. Hier fanden die Realschule und auch die Konrad-Adenauer-Hauptschule Wipperfürth einen Standort. An einem Mittwoch, den 20. April 1966, begann der Schulbetrieb mit einem ersten Kurzschuljahr. 47 Schüler wurde Unterricht im Gebäude der ehemaligen Frieda-Jung-Schule in der Neye-Siedlung erteilt. 1968 entstand der Neubau der Realschule in der Ostlandstraße. Am 9. Dezember 1969 wurde in den halbfertigen Neubau in der Ostlandstraße eingezogen. Dort wurden 278 Schüler unterrichtet. Im Herbst 1973 wurde der Neubau der Realschule mit einem zweiten Bauabschnitt fertiggestellt.
2010 wurde die Schule zu Ehren des Unternehmers Herrmann Voss in Hermann-Voss-Realschule umbenannt.

## Projekte

### Photovoltaikanlage
In einem größeren Umfeld bekannt wurde die Schule durch sein Photovoltaik-Projekt. Sie gewann damit in der Kategorie „Kommunale Einrichtungen“ den von der EnergieAgentur.NRW vergebenen Preis Solar-Auszeichnung NRW 2003. Auf dem Dach des Gebäudes wurde eine Anlage installiert, die bei einer Fläche von 110 m² eine Nennleistung von 12,5 kWp besitzt und damit einen Energieertrag in Höhe von durchschnittlich 10.000 kWh erzeugt.
Die Idee zu diesem Projekt entstand im Mai 2001 im Rahmen einer Projektwoche. Bei der Finanzierung ging man dabei neue Wege. Lehrer, ehemalige Schüler, Eltern, örtliche Unternehmen und sogar Politiker aus Bund und Land gründeten gemeinsam eine Beteiligungsgesellschaft. Ziel des Projektes ist es unter anderen, als Vorreiter im Bereich „Erneuerbare Energien“ für andere Institutionen aber auch Hauseigentümer zu fungieren und so neue Wege der Beteiligung von öffentlichen und privaten Haushalten zu gehen. Die Schüler sollen außerdem durch eine frühe, praktische Auseinandersetzung mit den Vorteilen der Photovoltaik konfrontiert werden.
Die Anlage ging im Dezember 2001 mit 122 Modulen ans Netz und erwirtschaftete bis Juni 2009 einen Gewinn in Höhe von rund 38.500 Euro. Am 2. Januar 2006 wurden 48 Module im Wert von 50.000 Euro gestohlen. Im Februar 2006 wurden sie durch eine Zufallsfestnahme der Polizei wiedergefunden.

### Schüleraustausch
Seit Ende der 1990er Jahre nimmt die Realschule zusammen mit dem Engelbert-von-Berg-Gymnasium an einem Schüleraustauschprogramm mit der Schule Collège Hélène de Fonsèque in der Wipperfürther Partnerstadt Surgères in Frankreich teil.